# 광명도시공사
광명도시공사는 경기도 광명시에 있는 지방공기업이다.